# Архангельское (Рузский городской округ)
Архангельское — село в Рузском районе Московской области России, входит в состав сельского поселения Дороховское. Население — 56 чел. (2010). в селе числятся две улицы. До 2006 года Архангельское входило в состав Космодемьянского сельского округа.

## География
Село расположено на юго-востоке района, примерно в 27 километрах к юго-востоку от Рузы, на правом берегу реки Таруссы, высота центра над уровнем моря 185 м. Ближайшие населённые пункты — деревни Мишинка в 300 м на северо-восток и Строганка — в 0,5 км западнее.

## История
С 1710 года селом владели князья Трубецкие, в 1816 году вдова последнего владельца вышла замуж за известного архитектора Осипа Бове, перестроившему усадьбу. В 1822 году Бове возвёл в селе церковь Михаила Архангела, единственную сохранившуюся до наших дней постройку усадьбы.

## Население
| 2002 | 2006 | 2010 |
| ---- | ---- | ---- |
| 43   | ↘38  | ↗56  |